# 小瀧徹

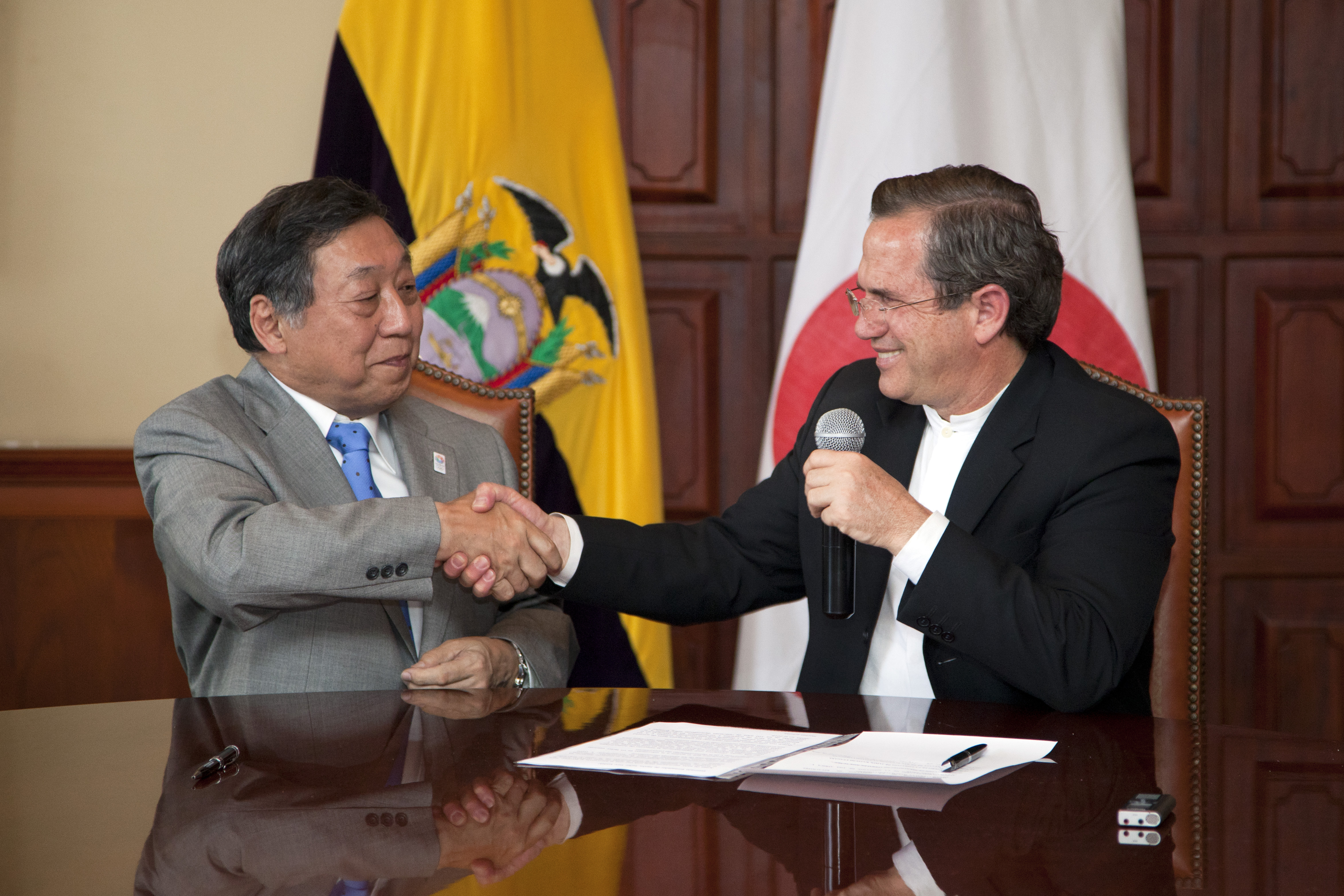
在エクアドル日本大使として在任中の2013年4月10日、エクアドル外務大臣リカルド・パティーニョ（右）と。

小瀧 徹（小滝 徹、こだき とおる、1949年9月13日 - ）は、日本の大蔵・財務官僚、外交官。2012年（平成24年）9月11日からエクアドル駐箚特命全権大使。

## 経歴・人物
東京都出身。1972年（昭和47年）東京大学法学部を卒業し、同年4月大蔵省に入省する（国際金融局国際機構課）。1974年（昭和49年）5月、国際金融局付。同年6月、日本貿易振興会（ケンブリッジ大学留学）。
外務省在象牙海岸日本国大使館二等書記官、在アメリカ合衆国日本国大使館一等書記官、大蔵省大臣官房企画官兼銀行局検査部審査課を経て、大蔵省を休職し財団法人世界平和研究所に出向。
1990年7月から1993年7月まで世界銀行上級エコノミスト。大蔵省理財局国有財産第一課長、大蔵省理財局国有財産総括課長を経て1996年6月から1998年1月まで大蔵省福岡財務支局長、1998年1月から米州開発銀行理事、2001年8月から農林漁業信用基金理事、2003年（平成15年）10月から2006年（平成18年）、国際交流基金理事、2006年（平成18年）6月から日本電産株式会社取締役・知的財産部・法務部担当、2007年（平成19年）6月1日から日本電産株式会社取締役・コンプライアンス室・知的財産部・法務部担当、2008年（平成20年）5月1日から日本電産株式会社取締役（非常勤）をそれぞれ務めた。
2012年（平成24年）9月11日からエクアドル駐箚特命全権大使。2016年、学校法人北里研究所常任監事。
自身の伯父（父親の兄）は、参議院議員（島根県選挙区選出）・第6代防衛庁長官を務めた小瀧彬であり、その縁もあって小瀧家の地元である島根県雲南市三刀屋に徹の名で寄付を行い、雲南市三刀屋地区ではそれを基に842冊の書籍を購入して『小瀧文庫』が設けられている。

## 同期
- 津田広喜（日本取引所グループ取締役会議長、早稲田大学大学院公共経営研究科教授、財務事務次官、主計局長、大臣官房長、大臣官房総括審議官、東京税関長）
- 渡邊博史（国際協力銀行総裁、一橋大学教授、財務官、国際局長、国際局次長）
- 五味廣文（プライスウォーターハウスクーパース総合研究所理事長、金融庁長官、金融庁監督局長、金融庁検査局長、金融庁証券取引等監視委員会事務局長）
- 藤本進（欧州復興開発銀行理事、大臣官房審議官（関税局担当））
- 滝本豊水（弁護士、大臣官房審議官（大臣官房担当）兼財政金融研究所次長）
- 中村修三（世界銀行東京事務所長）
- 武田宗高（JT副社長、内閣府政策統括官（沖縄政策担当）、沖縄振興局長、内閣府大臣官房審議官（沖縄政策担当））
- 松田広光（住宅支援機構理事長代理、理財局次長）
- 上田展嗣（大臣官房付）
- 潮明夫（オリックス信託銀行社長、人事院事務総局公平審査局長）
- 豊田潤多郎（衆議院議員、大蔵省大臣官房企画官）
- 藤原隆（金融庁総務企画局長）
- 金井照久（沖縄振興開発金融公庫理事長）
- 仁尾徹（国立印刷局理事長、国立印刷局理事）
- 金子幸俊
- 渡辺達郎（日本証券業協会副会長）
- 塚田弘志（名古屋大学経済学部教授、四国財務局長、内閣官房内閣内政審議室内閣審議官）
- 村上喜堂（国税庁次長）

## 著書

### 単著
- 『東欧経済と日本の協力』世界平和研究所，1990年